# 耶德·尼奎斯特
耶德·尼奎斯特（Gerd Nyquist，1913年3月15日—1984年11月22日）是挪威小说家和儿童读物作家。

## 生平
尼奎斯特生于奥斯陆。1936年，她与船舶经纪人阿里尔德·奥托·尼奎斯特（Arild Otto Nyquist，1911-1974）结婚。耶德·尼奎斯特的祖父是政府里的部长级官员伯恩哈德·布伦纳，她也是小说家、诗人阿里尔德·尼奎斯特的母亲。
奈奎斯特在加州大学学习新闻学，在奥斯陆大学学习历史。二战期间她参加了抵抗运动。她因参与抗击德国对挪威的占领而被授予国防勋章。
尼奎斯特曾在美国加利福尼亞大學攻读新闻学，亦曾在奥斯陆大学研读历史学。第二次世界大战期间，尼奎斯特参与了挪威抵抗运动。战后，她因在德占挪威时期曾参与抵抗德国占领军而获颁挪威卫国奖章。
1957年，尼奎斯特出版了小说《Måne over Munkeby》，这是她的文坛处女座。她最著名的作品是两部犯罪小说：1960年的《死者不要鲜花》（Avdøde ønsket ikke blomster/ The deceased did not want flowers）和1966年的《死寂如坟墓》（Stille som i graven/ Quiet as the grave）。两部小说的故事背景都设置在奥斯陆城市西端的传统的中产阶级社会。尼奎斯特曾擔任多个职务，1972年，她参与了里弗顿俱乐部（Rivertonklubben）的创建，并当上了该俱乐部的首任主席。